# 罗尔巴赫 (萨尔费尔德-鲁多尔施塔特县)
罗尔巴赫（德語：Rohrbach，發音：[ˈʁoːɐbax] ⓘ）是德国图林根州萨尔费尔德-鲁多尔施塔特县的市镇，总面积3.86平方千米，2023年12月31日总人口为183人。